# منكسفة أليفة المستنقعات
منكسفة أليفة المستنقعات (الاسم العلمي:Eclipta paludicola) هي نوع من النباتات تتبع جنس المنكسفة من الفصيلة النجمية.